# Austrogymnocnemia emmae
Austrogymnocnemia emmae is een insect uit de familie van de mierenleeuwen (Myrmeleontidae), die tot de orde netvleugeligen (Neuroptera) behoort. 
Austrogymnocnemia emmae is voor het eerst wetenschappelijk beschreven door New in 1985.